# 6549 Skryabin
A 6549 Skryabin (ideiglenes jelöléssel 1988 PX1) a Naprendszer kisbolygóövében található aszteroida. Eric Walter Elst fedezte fel 1988. augusztus 13-án.